# Thales Australia
 (février 2024).

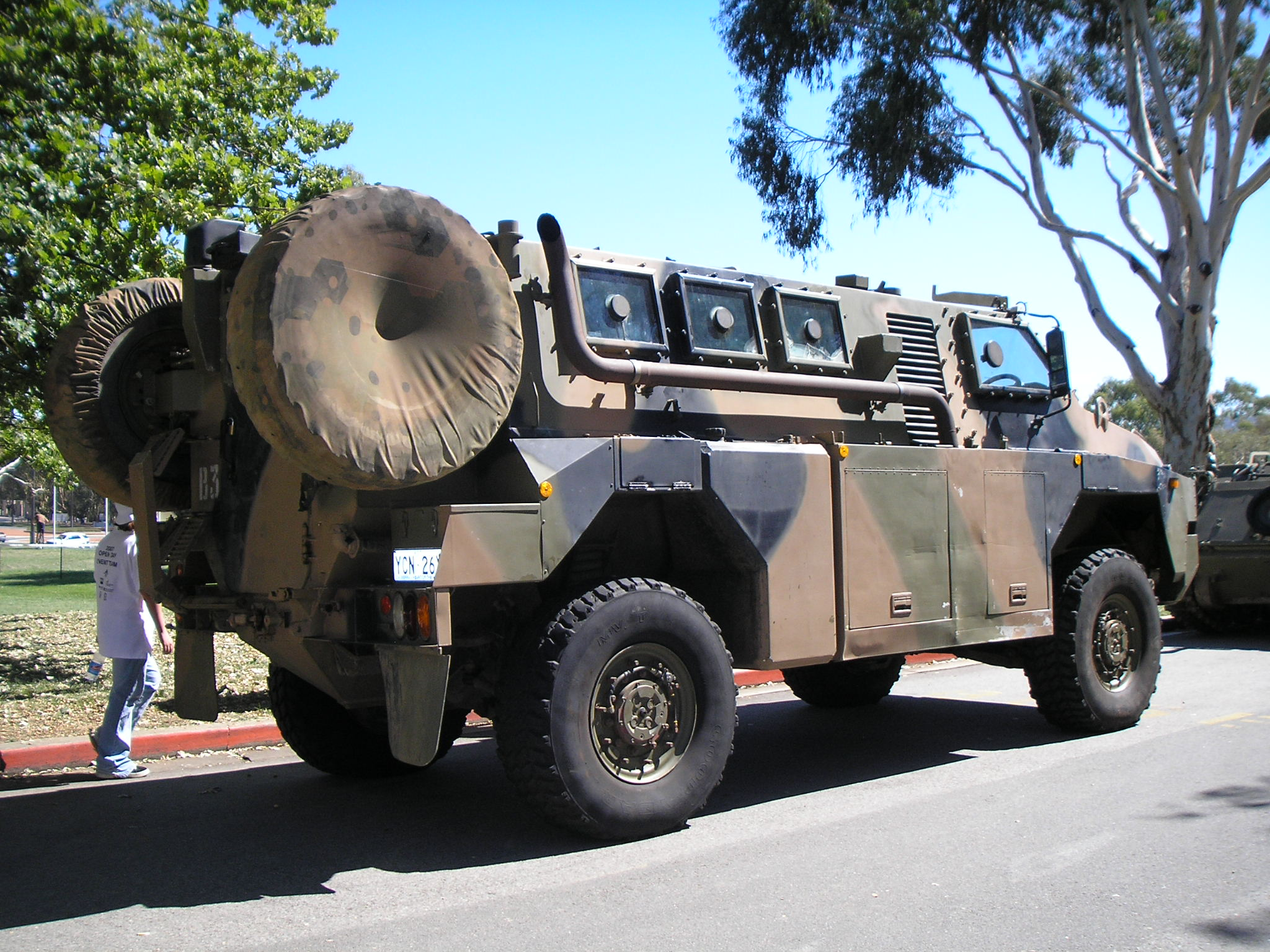
Un bushmaster australien.

Thales Australia (anciennement ADI Limited) est une entreprise de l'armement sise en Australie. Fondée au XIXe siècle, elle est depuis 2006 une filiale du groupe français Thales.
Thales Australia est un fournisseur des forces armées australiennes. Elle lui a fourni la plupart du matériel standard depuis le fusil d'assaut Thales F90 (dérivé du Steyr AUG autrichien) jusqu'à la conception de navires pour la marine australienne. ADI a produit une variété de poudres sans fumée pour les cartouches des fusils et pistolets, mais elle était surtout connue pour la production des véhicules blindés australiens, tels que le véhicule de transport de troupes Bushmaster, l'adaptation spécifique à l'armée australienne de véhicules militaires d'importation et la construction de frégates de la classe Anzac à Williamstown en Australie.
Pendant longtemps, ADI demeure le seul fournisseur de matériel militaire en Australie, avant que n’émerge Tenix Defence, société du groupe Tenix. Tenix était elle-même une petite filiale de la société Transfield Holdings, actionnaire à 50 % d'ADI, qui éclata après le départ à la retraite du propriétaire de Transfield, Belgiorno Franco-Nettis. La société étant passée dans les mains de ses fils, Luca, Guido et Marco, elle fut éclatée en trois parties : Transfield Services, Transfield Holdings et Tenix.
ADI était installée sur la base navale de Kuttabul à Sydney en Nouvelle-Galles du Sud mais elle avait également une installation de production à Brisbane au Queensland. En 2004, elle a demandé à l'Australian Equal Opportunities Commission d'exclure des travailleurs de certaines nationalités pour des raisons de sécurité.
En octobre 2006, le gouvernement fédéral australien a autorisé Transfield Holdings à vendre sa participation de 50 % dans ADI à Thales Australie Holdings, la filiale australienne de la société française d'ingénierie militaire. Tous les actifs d'ADI ont été repris en charge par la filiale de Thales, qui est maintenant connue sous le nom de Thales Australia.